# Единадесети отделен кавалерийски полк
Единадесети отделен кавалерийски полк (на руски: 11-й отдельный кавалерийский полк), съкращавано като 11 окп, е бивше военно формирование за участие в киноснимки на Съветския съюз и после на Русия, съществувало в периода от 1962 до 2002 г.
Дислоциран е във военното градче (сега селище от градски тип) Калининец, Наро-Фомински район, Московска област.

## История
Сформиран е по инициатива на кинорежисьора Сергей Бондарчук през 1962 г. Първият филм, заснет с участие на конници от полка, е знаменитата киноепопея „Война и мир“ (по едноименния роман „Война и мир“ на Лев Толстой), излязла на екраните през 1967 г.
В полка са служили много известни кинодейци, сред които: Андрей Станиславович Ростоцкий (1978 – 1980) – актьор, каскадьор, режисьор, сценарист, телеводещ, и Сергей Викторович Жигунов (1987 – 1989) – актьор, режисьор, продуцент.
До началото на 1990-те години полкът е издържан от централната и най-голяма съветска киностудия „Мосфилм“. След това поради остър недостиг на финансиране полкът е съкратен десетократно – до личен състав от 457 души със 124 коня. Разходите за издръжката му си поделят Министерството на отбраната и Министерството на културата на Русия.
На 2 септември 2002 г. на базата на 11-и отделен кавалерийски полк е образуван Кавалерийският почетен ескорт в състава на Президентския полк на Русия.

## Филмография
- «Война и мир» (1967)
- «Князь Игорь» (1969), филм-опера
- «Ватерлоо» (1970)
- «Белое солнце пустыни» („Бялото слънце на пустинята“, 1970)
- «Бег» („Бяг“, 1970)
- «О бедном гусаре замолвите слово» („Кажете дума за бедния хусар“, 1980)
- «Чёрная стрела» („Черна стрела“, 1984)
- «Битва за Москву» („Битката за Москва“, 1985)
- «Багратион» (1985)
- «Первая конная» („Първа конна“, 1985)
- «Пётр Великий» (1985), минисериал (САЩ)
- «Сибирский цирюльник» („Сибирският бръснар“, 1998)